# Matthew Hopkins
Matthew Hopkins, född 1620, död 1647, var en engelsk professionell häxjägare. Han är känd i historien för sin verksamhet som häxjägare. Han framställde sig som en expert på häxor och reste omkring med sina medhjälpare och erbjöd framgångsrikt lokala myndigheter sina tjänster, något som gav upphov till ett stort antal häxprocesser, främst East Anglia mellan 1644 och 1647. Han utgav även skrifter i ämnet. 
Han kallade sig 'Witchfinder General' och sade sig ha fått detta som ett officiellt ämbete av regeringen, men någon bekräftelse på att det verkligen var fallet har inte återfunnits. Han och hans medhjälpare John Stearne, och deras kvinnliga assistenter, var ansvariga för en häxhysteri som ledde till omkring 300 människors död, fler än vad som avrättades för häxeri i England vare sig förr eller senare. Hopkins använde sig av både tortyr och häxprov. Han var ansvarig för häxprocessen i Bury St Edmunds 1645, som resulterade i avrättningen av 18 personer. 
Hans karriär som häxjägare avslutades år 1647. Detta år hade Hopkins kallats till Norfolk, där en domstol ifrågasatte hans metoder. Domstolen kallade hans användning av tortyr olaglig, och förhörde honom och Stearne om huruvida deras förhörsmetoder i själva verket inte antydde att de själva var häxor. Detta fick dem att avsluta sin verksamhet.

## I populärkulturen
Den brittisk-amerikanska historiska skräckfilmen Den blodiga snaran från 1968 är baserad på Matthew Hopkins.